# Жана I Наварска
Жана I Наварска (на френски: Jeanne Ire de Navarre, Jeanne de Champagne; * 14 януари 1273 или 1271, Бар-сюр-Сен, Графство Шампан, Франция; † 4 април 1305) е потомствена кралица на Навара (1274 – 1305) и кралица на Франция (1285 – 1305), съпруга на крал Филип IV Хубави.

## Произход
Жана е родена около 1271 в Бар-сюр-Сен, Графство Шампан, Франция. Тя е дъщеря на Анри I, крал на Навара и граф на Шампания, и Бланш дьо Артоа.

## Кралица на Навара
През 1274 г. бащата на Жана умира без да остави мъжки наследник на наварския трон. Със смъртта на Анри се слага край на мъжката линия на династията Шампан, управляваща Навара от 1234 г. Единствен законен наследник на наварската корона остава 3-годишната Жана и така тя е обявена за кралица на Навара. Очаква се управлението на Навара и Шампан да поеме бъдещият ѝ съпруг, който jure uxoris трябва да получи титлата крал на Навара. Жана получава като наследство и земите на Графство Шампан.
Като регент от името на невръстната Жана управлява майка ѝ Бланш дьо Артоа. Новата кралица и майка ѝ трябва да защитават владенията си от домогването на различни чуждестранни сили, които смятат, че лесно могат да заграбят от малката наследничка богатите владения на Шампан и Навара. Това принуждава Бланш да потърси подкрепа за дъщеря си от френския крал Филип III.

## Брак Филип IV Хубави и кралица на Франция
На 6 август 1284 г. 13-годишната Жана се омъжва за наследника на френската корона, Филип Хубави, който е обявен за jure uxoris крал на Навара.
През 1285 г., когато Филип заема френския престол като крал Филип IV Хубави, Жана е обявена и за кралица на Франция. Оттогава короните на Франция и Навара остават обединени в продължение на половин век до смъртта на крал Шарл IV.
През 1297 година Жана изпраща армия против Анри III, граф дьо Бар, който вдига бунт против нея, като графиня на Шампан.
През 1302 година Жана прави дарение и учредява прочутия Наварски колеж в Париж.
Жана Наварска умира при мистериозни обстоятелства на 4 април 1305 година по време на раждане, а един хронист обвинява Филип IV Хубави в това, че има пръст в смъртта на съпругата си.

- Личният печат на кралица Жана
- Акт на дарение на Колеж дьо Навара в Париж, от 25 март 1305 от Жана, малкото приложение е нотариален акт
- Смъртта на Жана

## Деца
Жана Наварска и Филип IV Хубави имат седем деца:
- Маргьорит (1288– около 1294)
- Луи X Френски и I Наварски (1289 – 1316) – крал на Франция
- Бланш (1290– около 1294)
- Филип V Френски и II Наварски (1292/93 – 1322) – крал на Франция
- Шарл IV Френски и I Наварски (около 1294 – 1328) – крал на Франция
- Изабела Френска (около 1295 – 1358), омъжена за английския крал, Едуард II
- Робер (1297 – 1308)

Тримата синове на Жана Наварска се възкачват последователно на френския престол, а единствената ѝ оцеляла дъщеря става кралица на Англия.
- Изображение на Луи X от книгата на Жан дьо Тил „Кралете на Франция“.
 Национална библиотека на Франция, Париж.
- Изображение на Филип V Дългия от книгата на Жан дьо Тил „Кралете на Франция“.
 Национална библиотека на Франция, Париж.
- Изображение на Шарл IV Хубави от книгата на Жан дьо Тил „Кралете на Франция“. 
Национална библиотека на Франция, Париж.